# Церковь делле-Цителле
Церковь Санта-Мария-делла-Презентационе-делле-Цителле (итал. La Chiesa Santa Maria della Presentazione delle Zitelle — Церковь Введения во храм Святой Марии девственниц) — монастырская церковь в Венеции, расположенная на восточной оконечности острова Джудекка в районе Дорсодуро. Является частью комплекса, включающего бывший приют для молодых девушек без приданого, отсюда название.
Церковь является частью монастырского комплекса (итал. La Chiesa e Ospizio delle Zitelle, созданного иезуитом Бенедетто Пальми для помощи бедным девочкам брачного возраста (так называемые «цителли»), слишком бедным, чтобы иметь приданое. В старое время такие девочки часто заканчивали тем, что занимались проституцией (во времена Венецианской республики закон этому не препятствовал). В приюте иезуитов их обучали ремёслам, таким, как шитье или кружевоплетение, дабы они могли себя прокормить.
Источники XVII века приписывают проект церкви знаменитому архитектору Андреа Палладио, но даже недавние исследования не смогли найти документальных или графических следов его деятельности, поэтому большинство учёных выражают серьёзные сомнения по поводу этой атрибуции. Налицо лишь сходство фасада с многими другими работы Палладио: симметрия, большое трёхчастное (термальное) арочное окно фасада, сдвоенные пилястры на высоком цоколе (по древнеримскому обычаю), треугольный фронтон и большой «венецианский» купол.

## История
Приобретение территории под застройку датируется 1561 годом, работы начались в год смерти Палладио: первый камень был заложен в 1581 году, а церковь освящена в 1588 году. Документы о приобретении строительных материалов датируются 1575 годом. 1576 г. На этом основании недавние гипотезы предполагают возможность палладианского проекта, относящегося к середине 1570-х годов, а также авторство Палладио и Якопо Боццетто.

## Интерьер церкви
В интерьере доминирует свод купола. В главном алтаре находится алтарный образ «Введение Девы Марии во храм» работы Франческо Бассано.
Над алтарём — копия картины Якопо Сансовино с изображением Мадонны с Младенцем и двух ангелов, также называемой «Мадонной поцелуя» (Madonna del bacio). Оригинал хранится в галерее Франкетти в Ка-д’Оро в Венеции.
В правом приделе находится произведение Пальмы иль Джоване «Моление в саду» (Orazione nell’orto) с портретами донаторов: Элизабетты и Паскуале Фоппы. В левом приделе — картина Антонио Вассиллаки, известного по прозванию «Отшельник» (l’Aliense), «Мадонна с Младенцем и Святым Франциском» с портретом прокурора Федерико Контарини.
Четыре хора с прямым доступом к приюту (ospizio) подчеркивают тесную связь между церковью и монастырём.